# Tercera guerra macedónica
La tercera guerra macedónica (171 a. C.-168 a. C.) fue una contienda entre Roma y el rey Perseo de Macedonia.

## Antecedentes
Tras la muerte del rey Filipo V de Macedonia en 179 a. C., su talentoso y ambicioso hijo, Perseo, tomó el trono. Perseo se casó con Laódice, hija del rey Seleuco IV Filopátor del Imperio seléucida, e incrementó el tamaño de su ejército. Forjó alianzas con Epiro y varias tribus de Iliria y Tracia, y con los enemigos de las tribus tracias aliadas a Roma (como los sapeos, gobernados por Abrúpolis). Además, renovó sus antiguos contactos con algunas ciudades estado griegas. El rey anunció que llevaría a cabo reformas en Grecia y restauraría su poderío y prosperidad. 

## Desarrollo de la guerra

Principales operaciones del conflicto.

Los romanos empezaron a preocuparse porque Perseo pudiese destruir su dominio político en Grecia y restaurar la antigua soberanía macedonia sobre los estados griegos.
En 172 a. C., el rey Eumenes II de Pérgamo, que odiaba a Macedonia, acusó a Perseo de tratar de violar las leyes de los demás estados y las condiciones de paz entre Macedonia y Roma. Los romanos, temerosos de un cambio en la balanza de poder en Grecia, declararon una nueva guerra contra Macedonia. Perseo obtuvo la victoria en el primer combate, la batalla de Calícino, donde se enfrentó al ejército de Publio Licinio Craso. El rey ofreció a los romanos un tratado de paz que fue rechazado. Los romanos tuvieron mucho tiempo problemas de disciplina dentro de su ejército, y los comandantes no podían hallar ninguna manera de invadir con éxito el territorio de Macedonia.
En 170 a. C. Perseo derrotó a los romanos en Iliria. En ese año los romanos enviaron una embajada encabezada por Marco Caninio Rébilo y Marco Fulvio Flaco para investigar las razones de la falta de éxito en la guerra.
En 169 a. C., el cónsul Quinto Marcio Filipo atravesó el Olimpo y entró en Macedonia. Perseo, que estaba acampado cerca de Díon, huyó a Pidna. Las tropas romanas entraron en Díon, pero sin embargo tuvieron problemas de abastecimiento de provisiones y se retiraron. Así, Perseo regresó a Díon, que fortificó y consiguió que los romanos abandonaran el asedio de Melibea y se retiraran de Demetrias.
El rey macedonio trató de convencer a Eumenes de Pérgamo y al rey Antíoco IV Epífanes de los seléucidas de pasarse a su bando. Sin embargo, fracasó en las negociaciones.
Finalmente, Perseo fue derrotado por las legiones del cónsul romano Lucio Emilio Paulo en la batalla de Pidna en 168 a. C. Perseo fue depuesto y llevado a Roma junto con sus dignatarios.
Macedonia fue dividida en cuatro repúblicas clientelistas de Roma; estas repúblicas debían pagar tributo a los romanos, aunque una cantidad menor que el tributo anterior, gracias a Perseo. Las relaciones políticas y económicas entre los estados griegos y macedonios se redujeron. Además, los romanos capturaron a cientos de prisioneros entre las principales familias macedonias.
Esta guerra significó el fin de la Macedonia helenística y de la monarquía antigónida, pese a que Roma regresó luego para la destrucción simbólica de Corinto en 146 a. C., similar a la destrucción de la inocua Cartago durante la tercera guerra púnica.